# Amphisbaena hogei
Amphisbaena hogei är en ödleart som beskrevs av  Paulo Emilio Vanzolini 1950. Amphisbaena hogei ingår i släktet Amphisbaena och familjen Amphisbaenidae. Inga underarter finns listade i Catalogue of Life.